# ポークン・パームアン

ポークン・パームアン

ポークン・パームアン（Pho Khun Pha Muang、พ่อขุนผาเมือง）はタイ王国の歴史上の人物。ポークン・バーンクラーンターオと共同でスコータイ王朝を建て、バーンクラーンターオを王位につけ自分は摂政になったとされる。しかし不明な点が多く、ポークン・バーンクラーンターオ（シーインタラーティット）と同一視する説もある。
詳しくはスコータイ王朝、シーインタラーティット王参照。